# 南郷里村
南郷里村（みなみごうりむら）は、滋賀県坂田郡にあった村。現在の長浜市中心部の東方一帯、北陸自動車道・長浜インターチェンジの周辺にあたる。

## 地理
- 河川：米川、十一川

## 歴史
- 1889年（明治22年）4月1日 - 町村制の施行により、大東村・今川村・宮司村・小堀村・南田附村・加納村・榎木村・新栄村・南小足村・七条村の区域をもって発足。
- 1943年（昭和18年）4月1日 - 長浜町・神照村・六荘村・北郷里村・西黒田村・神田村と合併して長浜市が発足。同日南郷里村廃止。

## 交通

### 道路
現在は旧村域に北陸自動車道・長浜インターチェンジの敷地の一部が所在するが、当時は未開通。